# Revonnas
Revonnas es una comuna francesa del departamento de Ain, en la región de Auvernia-Ródano-Alpes.

## Demografía
| 257 | 284 | 335 | 390 | 438 | 492 | 630 | 912 |
| Para los censos de 1962 a 1999 la población legal corresponde a la población sin duplicidades (Fuente: INSEE [Consultar]) |     |     |     |     |     |     |     |

## Hermanamientos
- Ungureni (Rumanía)